# Máel Sechnaill mac Domnaill
Máel Sechnaill mac Domnaill, död 1022, var en irländsk monark. 
Han var kung av Midle 980–1022, och Irlands högkung två gånger: mellan 980 och 1002, och 1014-1022. 
Efter hans seger över Amlaíb Cuarán i slaget vid Tara 980 tog irerna kontrollen över kungariket Dublin från vikingarna.